# Серьера
Серьера (фр. Serriera, корс. Serriera) — коммуна во Франции, находится в регионе Корсика. Департамент коммуны — Южная Корсика. Входит в состав кантона Севи-Сорру-Чинарка. Округ коммуны — Аяччо.
Код INSEE коммуны — 2A279.

## Население
Население коммуны на 2008 год составляло 107 человек.
| 1962 | 1968 | 1975 | 1982 | 1990 | 1999 | 2008 |
| ---- | ---- | ---- | ---- | ---- | ---- | ---- |
| 140  | 136  | 128  | 111  | 106  | 106  | 107  |

## Экономика

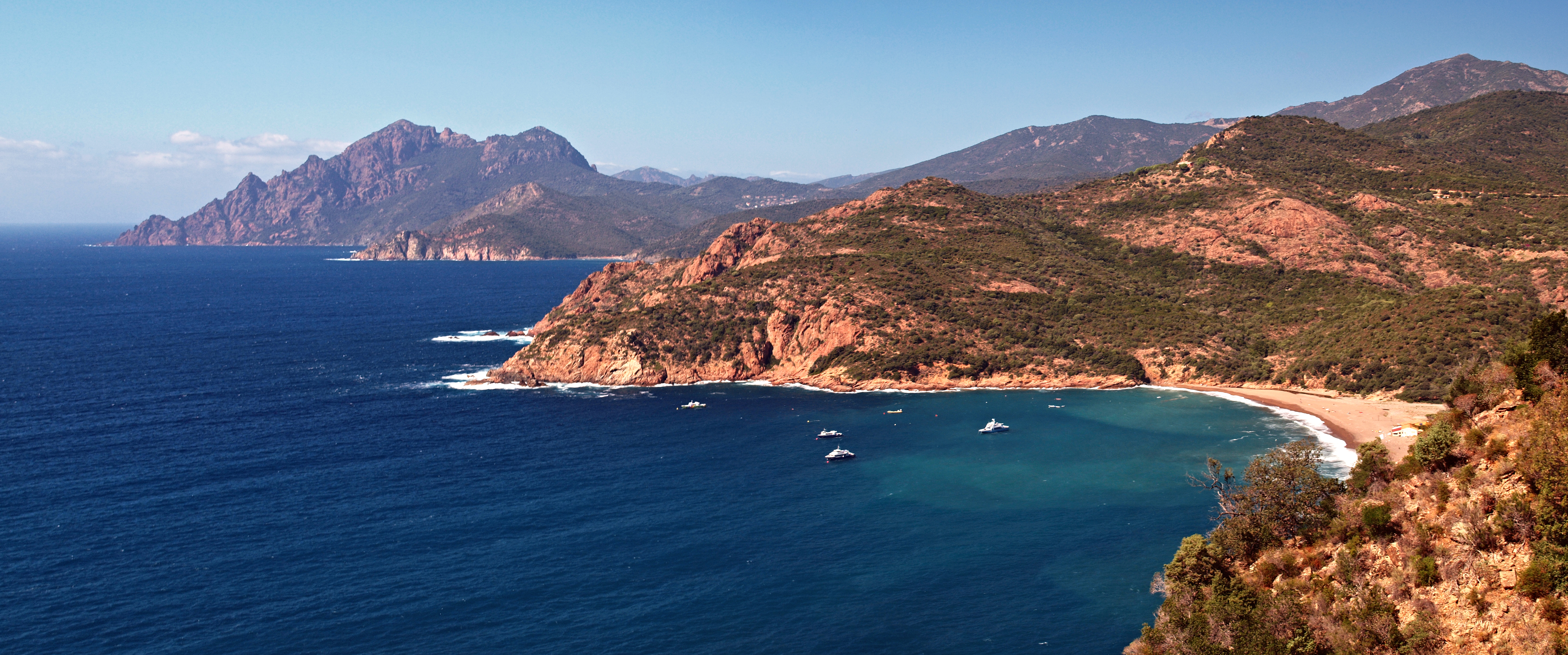

В 2007 году среди 58 человек в трудоспособном возрасте (15—64 лет) 37 были экономически активными, 21 — неактивными (показатель активности — 63,8 %, в 1999 году было 45,2 %). Из 37 активных работали 27 человек (20 мужчин и 7 женщин), безработных было 10 (4 мужчины и 6 женщин). Среди 21 неактивных 4 человека были учениками или студентами, 7 — пенсионерами, 10 были неактивными по другим причинам.